# اچ‌ام‌اس هاردی (اف۵۴)
اچ‌ام‌اس هاردی (اف۵۴) (به انگلیسی: HMS Hardy (F54)) یک کشتی بود. این کشتی در سال ۱۹۵۳ ساخته شد.